# Damelevières
Damelevières est une commune française située dans le département de Meurthe-et-Moselle en région Grand Est.

## Géographie
| Vigneulles  | Rosières-aux-Salines | Anthelupt            |
| Barbonville | Damelevières         | Blainville-sur-l'Eau |
|             | Charmois             |                      |

### Hydrographie
La commune est dans le bassin versant du Rhin au sein du bassin Rhin-Meuse. Elle est drainée par la Meurthe, le ruisseau de Clos Pres, le ruisseau de Damelevieres et le ruisseau du Breuil,.
La Meurthe, d'une longueur de 161 km, prend sa source dans la commune du Valtin et se jette  dans la Moselle à Pompey, après avoir traversé 53 communes. Les caractéristiques hydrologiques de la Meurthe sont données par la station hydrologique située sur la commune. Le débit moyen mensuel est de 33,1 m3/s. Le débit moyen journalier maximum est de 654 m3/s, atteint lors de la crue du 10 avril 1983. Le débit instantané maximal est quant à lui de 729 m3/s, atteint le 27 mai 1983.

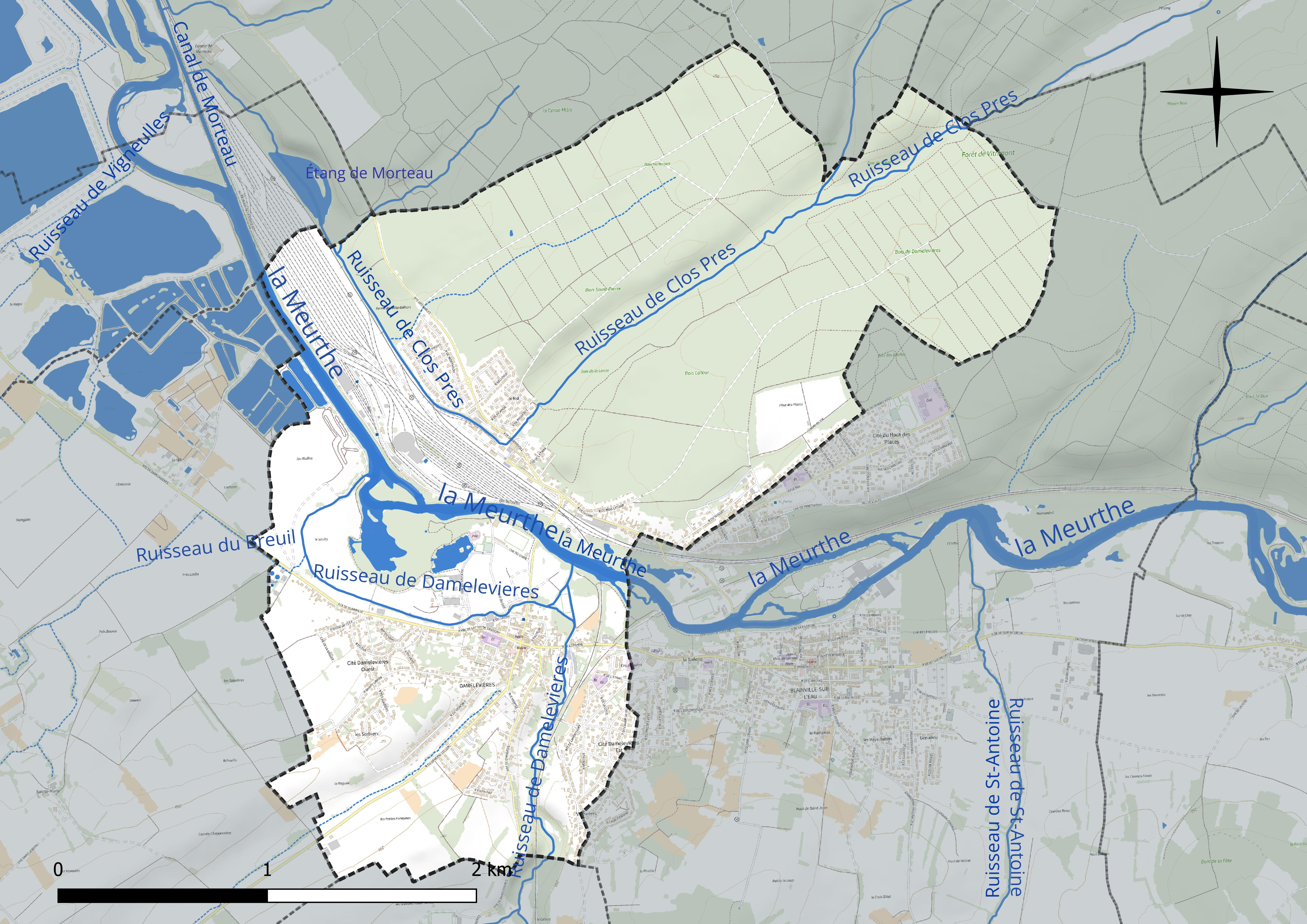
Réseau hydrographique de Damelevières.

### Climat
Pour des articles plus généraux, voir Climat du Grand Est et Climat de Meurthe-et-Moselle.
En 2010, le climat de la commune est de type climat des marges montargnardes, selon une étude du Centre national de la recherche scientifique s'appuyant sur une série de données couvrant la période 1971-2000. En 2020, Météo-France publie une typologie des climats de la France métropolitaine dans laquelle la commune est exposée à un climat semi-continental et est dans la région climatique  Lorraine, plateau de Langres, Morvan, caractérisée par un hiver rude (1,5 °C), des vents modérés et des brouillards fréquents en automne et hiver. 
Pour la période 1971-2000, la température annuelle moyenne est de 9,8 °C, avec une amplitude thermique annuelle de 17 °C. Le cumul annuel moyen de précipitations est de 792 mm, avec 11,9 jours de précipitations en janvier et 9,6 jours en juillet. Pour la période 1991-2020, la température moyenne annuelle observée sur la station météorologique de Météo-France la plus proche, « Nancy-Essey », sur la commune de Tomblaine à 19 km à vol d'oiseau, est de 11,0 °C et le cumul annuel moyen de précipitations est de 746,3 mm. 
La température maximale relevée sur cette station est de 40,1 °C, atteinte le 24 juillet 2019 ; la température minimale est de −24,8 °C, atteinte le 21 février 1956,,. 
Les paramètres climatiques de la commune ont été estimés pour le milieu du siècle (2041-2070) selon différents scénarios d'émission de gaz à effet de serre à partir des nouvelles projections climatiques de référence DRIAS-2020. Ils sont consultables sur un site dédié publié par Météo-France en novembre 2022.

## Urbanisme

### Typologie
Au 1er janvier 2024, Damelevières est catégorisée petite ville, selon la nouvelle grille communale de densité à sept niveaux définie par l'Insee en 2022.
Elle appartient à l'unité urbaine de Blainville-sur-l'Eau, une agglomération intra-départementale regroupant deux  communes, dont elle est une commune de la banlieue,,. Par ailleurs la commune fait partie de l'aire d'attraction de Nancy, dont elle est une commune de la couronne,. Cette aire, qui regroupe 353 communes, est catégorisée dans les aires de 200 000 à moins de 700 000 habitants,.

### Occupation des sols
L'occupation des sols de la commune, telle qu'elle ressort de la base de données européenne d’occupation biophysique des sols Corine Land Cover (CLC), est marquée par l'importance des forêts et milieux semi-naturels (50,5 % en 2018), en augmentation par rapport à 1990 (46,5 %). La répartition détaillée en 2018 est la suivante : 
forêts (38,2 %), zones urbanisées (18,2 %), zones agricoles hétérogènes (15,8 %), milieux à végétation arbustive et/ou herbacée (12,3 %), prairies (7,9 %), zones industrielles ou commerciales et réseaux de communication (6,7 %), eaux continentales (0,7 %), terres arables (0,2 %). L'évolution de l’occupation des sols de la commune et de ses infrastructures peut être observée sur les différentes représentations cartographiques du territoire : la carte de Cassini (XVIIIe siècle), la carte d'état-major (1820-1866) et les cartes ou photos aériennes de l'IGN pour la période actuelle (1950 à aujourd'hui).

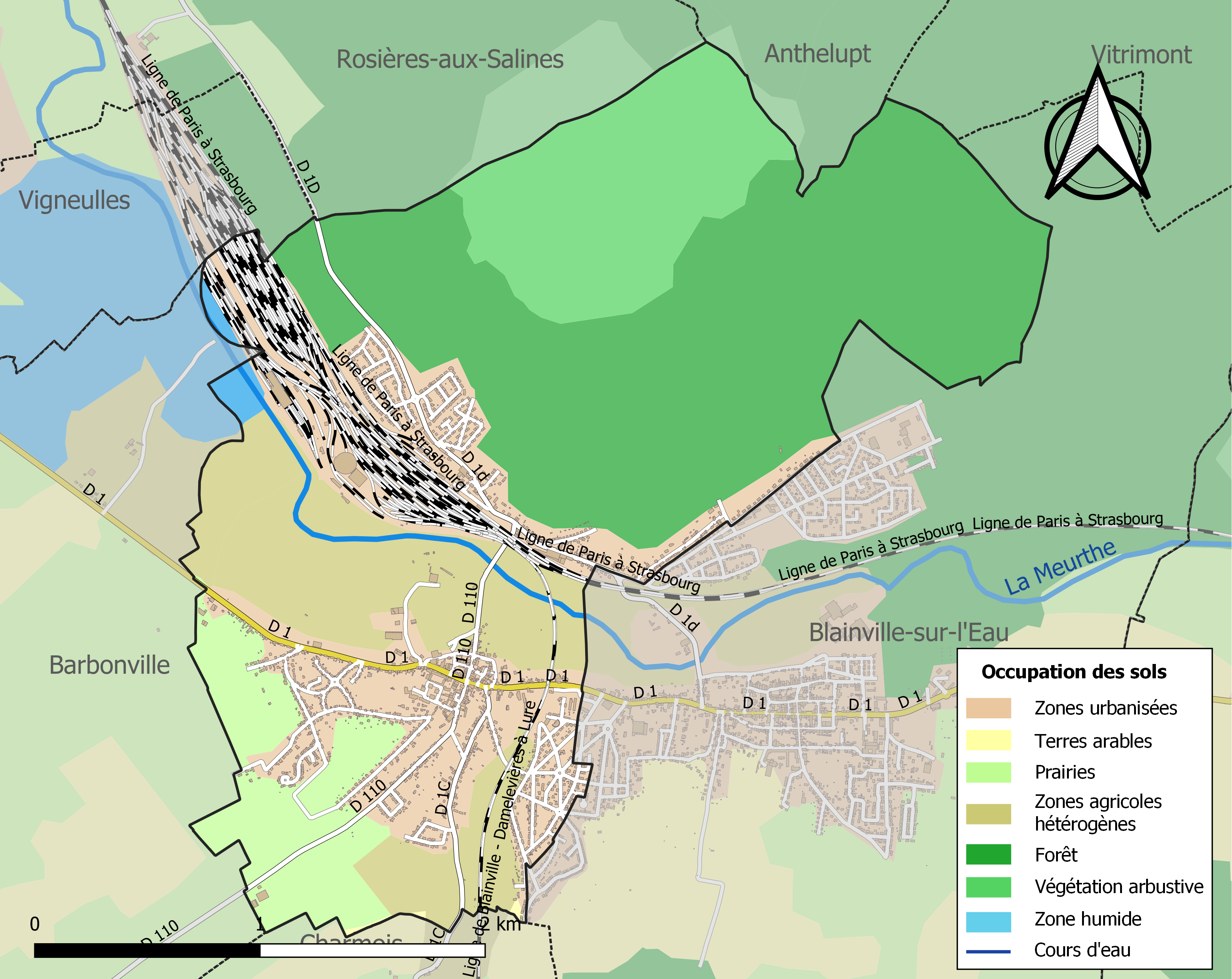
Carte des infrastructures et de l'occupation des sols de la commune en 2018 (CLC).

## Toponymie
Le nom de la localité est attesté sous les formes Otho de Domaliveria (1150) ; Alodium et ecclesia de Dompna Libaria (1157) ; O. de Dommeleveire (1177) ; Domalivera (1179) ; Donnalibaria (1203) ; Damelivière (1260) ; Domnalibaria (1288) ; Dame-Livière (1296) ; Damelevière (1304) ; Damelivère (1309) ; Donalibaria (1386) ; Damelipvière (1498) ; Damelyvière (XVIe siècle) ; Dame-Levière (1592) ; Damelepvière (1600).

Tous les historiens (Dom Calmet, Lepage, Digot) s'accordent pour signaler que le nom de « Damelevières » est issu du bas latin domna et le nom de sainte Libaria : « sainte Libère » « Dame-Libaire », c'est-à-dire sainte Libaire, première martyre de Lorraine en 361 à Grand dans les Vosges. Ses parents, de descendance royale (d’après l'histoire de sainte Libaire), auraient possédé (non vérifié) des terres sur le territoire de Damelevières.
On peut croire aussi qu’un seigneur local ayant peut-être bénéficié des « miracles de sainte Libaire » ait donné son nom à notre commune naissante au pays des « Luci » (Lorrains), lui procurant aussi quelque relique de la sainte vers le Ve siècle. Le plus vieil écrit faisant mention de notre lieu, le signale du vocable latin de cette époque : « Domnum-Libarium » ; puis ce nom passa à « Domna-Libaria », plus facile à prononcer[réf. nécessaire].

## Histoire
En 1150, est signalé un seigneur « Otho de Damaliveria » (le b de Libaire s’est transformé en v, et le restera définitivement bien qu’en 1157 on cite « l’alodium de Dompna-Libaria » c'est-à-dire « alleu de Damelevières ».
En 1176, un acte de Gobert de Blainville, limite une propriété au territoire de « Domalivera ».
On retrouve en 1458 l’écuyer Didier de « Damelivières » fondateur d’une chapelle, selon son histoire.
Dom Calmet (histoire de Lorraine en 1735) cite pour la première fois « Dame-Levière » dont les deux parties du nom s’attachent définitivement au XXe siècle pour donner la forme actuelle « Damelevières ».
À noter, le caractère artificiel du nom « Ville-Vières », donné à un quartier des deux villes de Blainville et Damelevières. Si le tronçonnage des noms de ces villes a donné celui du quartier, après réassemblage, la signification du nom ainsi reconstitué n’a pas de sens historique. En réalité, la moitié de Damelevières est « Levières » (et non « Vières ») venant de « Libaire », comme le montrent les sources des historiens.

## Politique et administration

### Liste des maires
| Période                                  | Période                   | Identité                                          | Étiquette | Qualité                                                                         |
| ---------------------------------------- | ------------------------- | ------------------------------------------------- | --------- | ------------------------------------------------------------------------------- |
| Les données manquantes sont à compléter. |                           |                                                   |           |                                                                                 |
| 1929                                     |                           | Paul Liébaut                                      |           |                                                                                 |
| 1945                                     | 1949                      | Marcel Domenichini                                |           | 42 Groupe Lorraine                                                              |
| 1953                                     | mars 1959                 | Paul Jattiot                                      |           |                                                                                 |
| mars 1959                                | mars 1989                 | André Claudel                                     | PCF       | Employé, chef de groupe, puis sous-chef de bureau                               |
| mars 1989                                | 5 octobre 2011            | Maurice Villaume                                  | PCF       | Conseiller général du canton de Bayon (1994-2011) Décédé en fonction            |
| décembre 2011                            | En cours (au 25 mai 2020) | Christophe Sonrel, Réélu pour le mandat 2020-2026 | PCF       | Cadre de la fonction publique Conseiller général du canton de Bayon (2011-2015) |

## Démographie
L'évolution du nombre d'habitants est connue à travers les recensements de la population effectués dans la commune depuis 1793. Pour les communes de moins de 10 000 habitants, une enquête de recensement portant sur toute la population est réalisée tous les cinq ans, les populations de référence des années intermédiaires étant quant à elles estimées par interpolation ou extrapolation. Pour la commune, le premier recensement exhaustif entrant dans le cadre du nouveau dispositif a été réalisé en 2005.

En 2022, la commune comptait 3 094 habitants, en évolution de −2,58 % par rapport à 2016 (Meurthe-et-Moselle : −0,13 %, France hors Mayotte : +2,11 %).
| 1793 | 1800 | 1806 | 1821 | 1831 | 1836 | 1841 | 1846 | 1851 |
| ---- | ---- | ---- | ---- | ---- | ---- | ---- | ---- | ---- |
| 325  | 404  | 421  | 430  | 445  | 441  | 475  | 479  | 520  |

| 1856 | 1861 | 1872 | 1876 | 1881 | 1886 | 1891 | 1896 | 1901 |
| ---- | ---- | ---- | ---- | ---- | ---- | ---- | ---- | ---- |
| 465  | 492  | 485  | 535  | 527  | 540  | 580  | 602  | 606  |

| 1906 | 1911 | 1921  | 1926  | 1931  | 1936  | 1946  | 1954  | 1962  |
| ---- | ---- | ----- | ----- | ----- | ----- | ----- | ----- | ----- |
| 618  | 688  | 1 456 | 2 280 | 2 575 | 2 576 | 2 517 | 3 187 | 3 254 |

| 1968  | 1975  | 1982  | 1990  | 1999  | 2005  | 2006  | 2010  | 2015  |
| ----- | ----- | ----- | ----- | ----- | ----- | ----- | ----- | ----- |
| 3 194 | 3 021 | 3 039 | 2 879 | 2 810 | 2 893 | 2 923 | 3 048 | 3 170 |

| 2020  | 2022  | - | - | - | - | - | - | - |
| ----- | ----- | - | - | - | - | - | - | - |
| 3 124 | 3 094 | - | - | - | - | - | - | - |

## Culture locale et patrimoine

### Lieux et monuments

#### Édifices civils
- Première maison forte, dont il subsiste le donjon XIIIe.
- Deuxième maison forte, logis XVe, avec tour à archères, pont-levis à bretèche, douves.
- Damelevières a reçu 657 touristes en 6 mois en 2015[27].

#### Édifice religieux
- Église Sainte-Libaire XVe remaniée : nef et abside voûtées d'ogives.

### Personnalités liées à la commune
- Jean-Michel Moutier, ancien footballeur français né en 1955 à Damelevières.
- Daniel Vaxelaire, (1948-), écrivain et historien français originaire de Meurthe-et-Moselle, depuis 1971 il s'est installé à La Réunion.

### Héraldique, logotype et devise
| Blason de Damelevières | Blason  | D'or à la bande de gueules chargée en chef d'une étoile d'or à plomb. Devise« Damelevières, de quoi s'y plaire ». |
| Blason de Damelevières | Détails | Le statut officiel du blason reste à déterminer.                                                                  |